# Prohibition dans l'Empire russe et en URSS
 (décembre 2023).

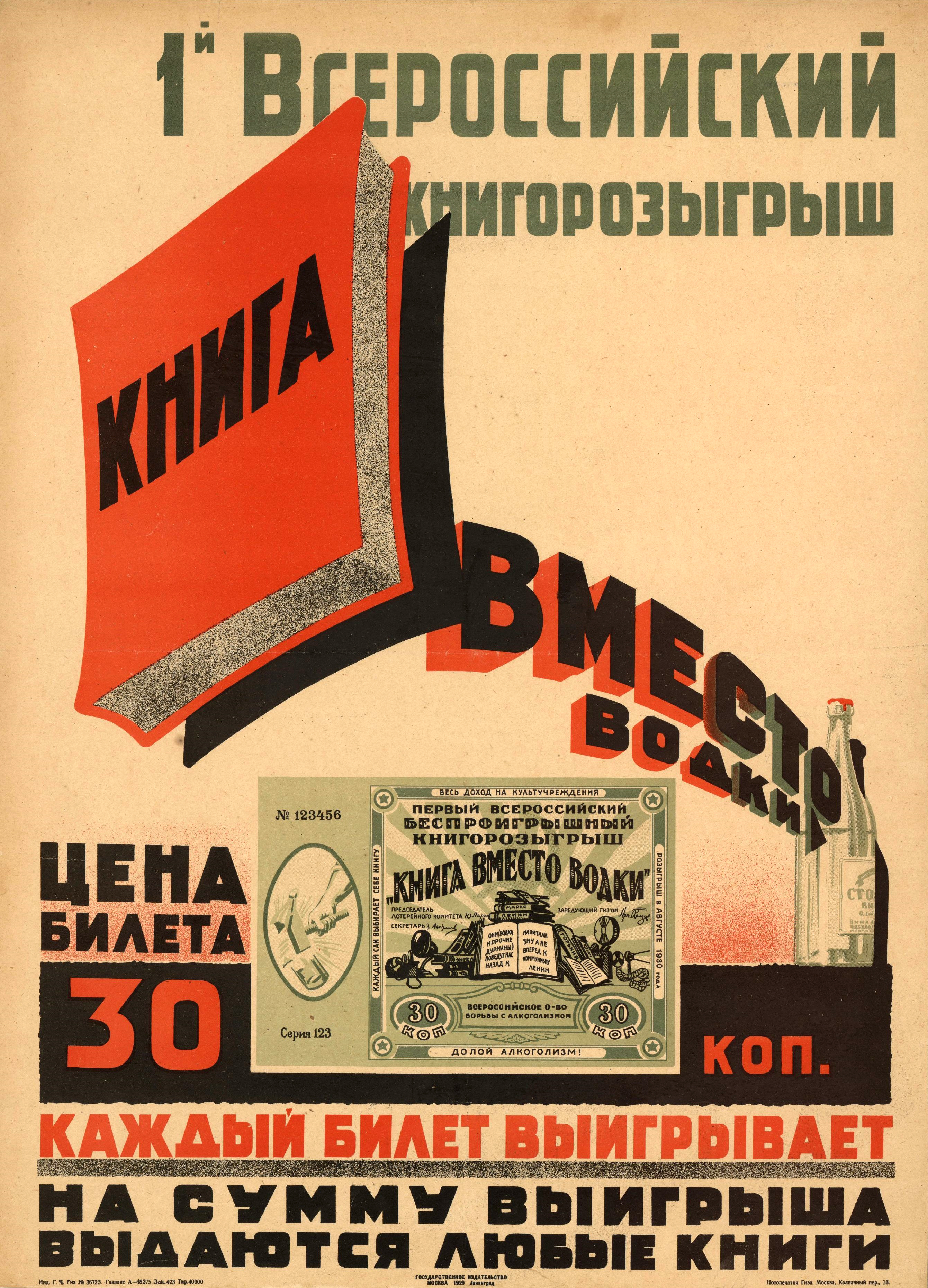
Affiche publicitaire de la 1ʳᵉ loterie panrusse du livre "Un livre au lieu de vodka". Artiste inconnu, URSS, 1929

La prohibition dans l'Empire russe et en URSS sont un ensemble de politiques menées au cours du vingtième siècle avec pour objectif de réduire voire interdire la consommation d'alcool dans la société.
Le terme russe pour cette prohibition est сухой закон (soukhoï zakon, ce qui signifie littéralement « loi sèche »).

## Russie impériale
Cette prohibition fut introduite dans l'Empire russe en 1914, au commencement de la Première Guerre mondiale. Cette mesure ne permettait la vente d'alcools forts que dans les restaurants. D'autres pays en guerre appliquèrent de nouvelles règles contre la consommation d'alcool, tels la France, le Royaume-Uni et l'Allemagne. Mais la Russie resta le seul pays à stopper de manière complète la vente au détail de vodka.
La prohibition fut maintenue pendant la tourmente due à la révolution de 1917 et à la guerre civile, puis en URSS jusqu'en 1925.

## Campagne anti-alcool en URSS de Gorbatchev (1985-1989)

### Contexte
Avant la mise en place de la politique anti-alcool de 1985, la Russie et l'Union soviétique sont confrontées à des niveaux de consommation d'alcool extrêmement élevés, avec des conséquences graves sur la société et l'économie. Entre 1950 et 1985, la consommation d'alcool a augmenté de manière constante (dont une augmentation spectaculaire des ventes d'alcool entre 1960 et 1979, qui ont presque quadruplé). Le revenu disponible des ménages consacré à l'alcool atteignant 15 à 20 %.
En 1985, juste avant le lancement de la campagne, la consommation annuelle d'alcool pur dépasse 14 litres par habitant, soit beaucoup plus élevée que la moyenne mondiale (contre 8 litres aux États-Unis). Cette consommation excessive est particulièrement préoccupante en Russie, où elle est encore plus élevée que dans les autres régions de l'Union soviétique.
Les effets de cette consommation d'alcool sont dévastateurs, causant des décès prématurés, une baisse de la productivité au travail, une augmentation de l'absentéisme et une pression accrue sur les services de santé. Il est estimé à l'époque que l'alcool coûte à l'économie soviétique environ 10 % de son revenu national dans les années 1980. De plus, les maladies liées à l'alcool, telles que les maladies cardiovasculaires, les empoisonnements et les accidents, sont très répandues.

### Mise en œuvre de la politique
Avant même son arrivée au pouvoir, Gorbatchev est destinataire comme tous les membres du Politburo, d'un rapport de l'Académie des Sciences de Novossibirsk qui porte sur l'alcoolisme en Union soviétique. Ce rapport est la première tentative dans le pays, d'aborder globalement le problème par des sociologues, des psychologues et des économistes. Il détaille les conséquences du phénomène dans le pays : il y a selon ce rapport 40 millions d’alcooliques en Union soviétique (soit le sixième de la population) dont 17 millions sont cliniquement malades, l’alcoolisme provoque 1 million de morts par an, a réduit de cinq ans le taux d’espérance de vie en deux décennies, un enfant soviétique sur six est débile à la naissance, ou prématuré, à cause de l’éthylisme de ses parents, etc. Le rapport qualifie le problème de « plus grande tragédie de notre histoire millénaire ».
Devenu secrétaire général du Parti communiste de l'Union soviétique en mars 1985, il sait que les réformes qu'il ambitionne de mener ne pourront pas réussir sans attaquer le problème de la consommation d'alcool au sein de la population. Dès le mois d'avril, il décide d'en faire la thématique du troisième Politburo depuis son arrivée. Des mesures sont adoptées pour lutter contre l’alcoolisme et l’ivrognerie. Ces décrets marquent le début des politiques anti-alcool les plus strictes du pays depuis son interdiction de 1919 à 1925. La campagne comporte sept grandes mesures, destinées à augmenter le prix effectif de la consommation d'alcool et à subventionner les activités de substitution (passant notamment par l'augmentation du prix, l'augmentation des amendes pour ivresse, etc.)
Si Gorbatchev souhaitait aller plus loin dans les mesures adoptées, son ambition s'est heurtée au pragmatisme de certains de ses collègues du Politburo qui rappelèrent que l’alcool représentait 10 à 20% des revenus de l’État, et 40% de la totalité des impôts directs et indirects.

### Bilan de la politique

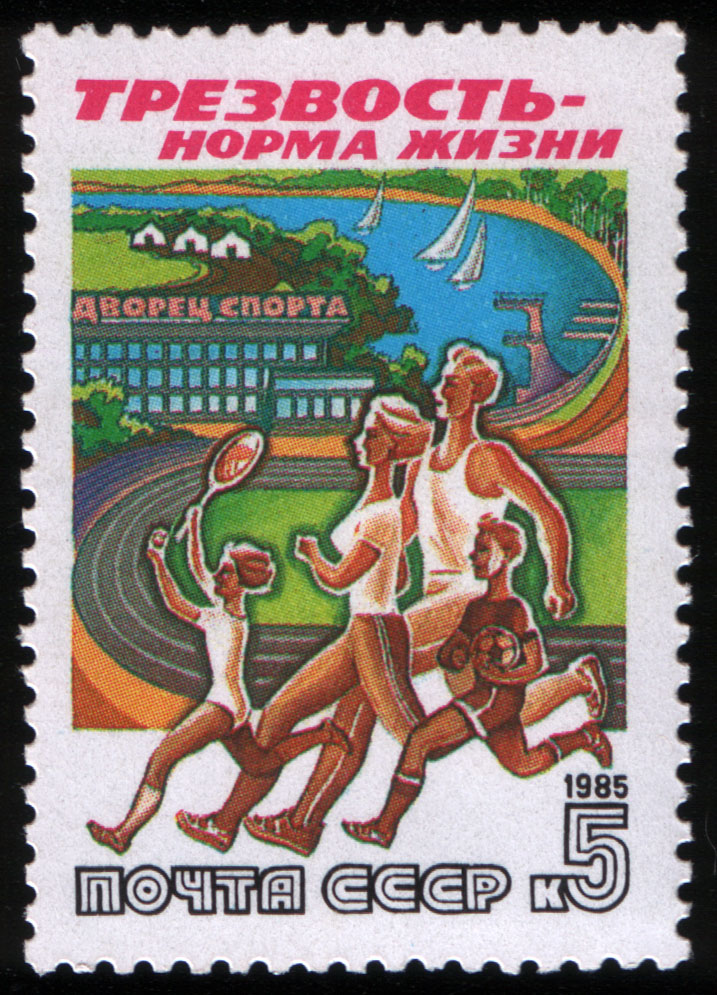
Timbre postal soviétique ventant la sobriété comme standard de vie (1985).

Il y a eu une forte baisse de la production de boissons alcoolisées: 1985 - 199 millions, 1986 - 121 millions, 1987 - 93 millions de décalitres d'alcool absolu. Au cours des cinq années, de 1980 à 1985, la production de boissons alcoolisées a chuté de moins de 15 %, mais, au cours des trois années de 1985 à 1988 - de près de moitié. Si auparavant la diminution de la production de spiritueux était compensée par une augmentation de la production de vin et de bière, il y a eu ensuite une réduction de la production de toutes les boissons alcoolisées, y compris la bière. La croissance de la consommation d'alcool illégal n'a pas compensé la baisse de la consommation d'alcool légal, à la suite de quoi une réelle réduction de la consommation totale d'alcool a encore été observée, ce qui explique les conséquences bénéfiques (baisse de la mortalité et de la criminalité, augmentation de la natalité et de l'espérance de vie) qui ont été observées lors de la campagne anti-alcool. Au cours des années de la campagne anti-alcool, la vente moyenne d'alcool par habitant officiellement enregistré dans le pays a été divisée par 2,5. En 1985-1987, la baisse de la vente d’alcool par l’État s’est accompagnée d’une augmentation de l’espérance de vie, d’une augmentation de la natalité et d’une baisse de la mortalité. Pendant la période du décret anti-alcool, 5,5 millions de nouveau-nés sont nés par an, soit 500 000 de plus par an que chaque année au cours des 20 à 30 années précédentes, et il y a eu 8 % de naissances prématurées en moins. L'espérance de vie des hommes a augmenté de 2,6 ans et a atteint la valeur maximale de toute l'histoire de la Russie, et le taux de criminalité global a baissé
.
Le Comité central soviétique a officiellement mis fin à la campagne anti-alcool en octobre 1988 (en raison de son impopularité et de la perte de revenus provenant de la vente d'alcool). Dans la pratique, cependant, la campagne s’est prolongée au-delà de sa fin officielle pour plusieurs raisons.